# 犬神家の一族 (1976年の映画)
『犬神家の一族』（いぬがみけのいちぞく）は、1976年（昭和51年）10月16日に公開された日本映画。横溝正史作による同名の長編推理小説の映画化作品の一作。製作：角川春樹事務所、配給：東宝。監督：市川崑。カラー、146分。画面アスペクト比の異なる2つのバージョンが存在する（後述）。
1970年代中頃から1980年代中頃にかけて一種のブームとなった角川映画の初作品であり、市川崑監督・石坂浩二主演による金田一耕助シリーズの第1作でもある。主人公の私立探偵・金田一耕助を初めて原作通りの着物姿で登場させた映画でもある。
映画公開のタイミングに合わせて、関連書籍、音楽などとのメディアミックス戦略を積極的に多用した草分け的作品である。劇場公開時の併映作品は『岸壁の母』。
2006年（平成18年）には市川・石坂のコンビでリメイク版が製作された。リメイク版も石坂が金田一を演じている（→詳細は「犬神家の一族 (2006年の映画)」を参照）。

## ストーリー（原作との差異）

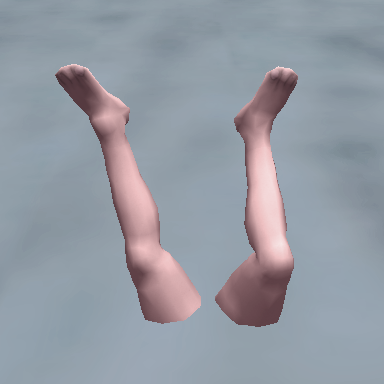
湖で発見される遺体のイメージ

おおむね原作どおりであるが、現代の人間に分かりやすい設定、かつ時間制限のある劇場映画であるゆえに説明過多になることを避け、また映像での衝撃度を優先した展開に変えられている部分がある。
- 犬神家は製糸業ではなく、製糸業と密接な関係にある製薬業を営んでいる。また、犬神製薬は戦争の度に著しい発展を遂げているが、その背景は極秘に栽培したケシから麻薬を精製し、それを軍部が大量に買い付けて銃や爆弾に匹敵する兵器として使用していたと設定されている。これに関連して、古舘弁護士が「佐兵衛はケシの栽培に精通していた」と語る場面がある。
- 事後共犯者が佐智の死体を豊畑村の犬神家旧宅（廃屋）に戻すというのちの説明を要する設定はなくなっており、佐智の死体はただ本宅の屋根の上に置かれた。
- 珠世が佐兵衛の実の孫だったことは原作では大山神主が関係者のそろった前で大々的に暴露してしまうが、本作では金田一らの内密の話にとどまっている。したがって、静馬が珠世と叔父姪の関係と知って結婚に窮する設定は無く、珠世が佐清との結婚を迫る松子にこの佐清は偽者だと断言して拒絶する展開となっている。
- 屋敷中の斧（よき）が処分されていたという原作の設定は無く、静馬は斧で殺害されている。そのため「ヨキケス」の見立ては不要になっているが、湖の死体倒立という状況は説明なく原作のまま使われている。
- 佐清の派手な雪中逃走劇もなく、佐清は珠世に遺書を手渡すために現れ、それにより猿蔵に尾行されて豊畑村の旧宅で警察に逮捕された。
- 猿蔵は原作では、子供の頃から祝子によって珠世と共に育てられ、珠世が犬神家に引き取られると、下男として犬神家に入った設定だが、映画では物語の10年ほど前に佐兵衛がどこかから連れてきて、邸内に住まわせたという設定になっている。
- 宮川香琴は本作では青沼菊乃ではない。ただ香琴が佐智殺害時における松子のアリバイ崩しの証言をするところは原作通りである。なお本作では、古館弁護士の調査では菊乃は空襲で死亡したということであったが、静馬は松子に殺害される直前に「母は自分が9歳のときに死んだ」と語っており、解決しない謎が残ったまま物語を終える。

また、以下のような原作に無い要素が追加されている。
- 那須ホテルの女中・はる。金田一の助手的な動きをする。
- 原作では故人となっている松子の母親が登場する。

## 出演者
- 金田一耕助：石坂浩二
- 野々宮珠世：島田陽子（松竹）
- 犬神佐清/青沼静馬：あおい輝彦
- 犬神松子：高峰三枝子
- 犬神梅子：草笛光子
- 犬神竹子：三条美紀
- 犬神小夜子：川口晶
- はる（那須ホテルの女中）：坂口良子
- 犬神佐武：地井武男
- 犬神佐智：川口恒
- 犬神幸吉：小林昭二
- 藤崎鑑識課員：三谷昇
- 猿蔵：寺田稔
- 井上刑事：辻萬長
- 犬神家主治医：守田比呂也
- 若林（古館事務所助手）：西尾啓
- 警察医：細井利雄
- 青沼菊乃：大関優子
- お園（松子の実母）：原泉
- 野々宮晴世：仁科鳩美
- 大山神官：大滝秀治
- 橘警察署長：加藤武
- 犬神寅之助：金田龍之介
- 那須ホテルの主人：横溝正史（特別出演）
- 久平（柏屋の亭主）：三木のり平
- 宮川香琴（琴の師匠）：岸田今日子
- 古館恭三弁護士：小沢栄太郎
- 犬神佐兵衛：三國連太郎[注釈 2]

以下はノンクレジット
- 柏屋の女房：沼田カズ子
- 渡辺刑事：角川春樹
- 東京の仮面師：岡本健一
- 犬神奉公会の人：北島和男
- 警察官：宮本茂
- 野々宮大弐：那須清
- 犬神佐兵衛の若い頃：阿部義男
- 犬神佐兵衛の少年時代（写真）：三ツ矢雄二
- 犬神松子の少女時代：勝山美香子

## スタッフ
主要スタッフのみ記す。
- 監督：市川崑
- 製作：角川春樹、市川喜一
- 原作：横溝正史『犬神家の一族』（角川文庫版）
- 脚本：長田紀生、日高真也、市川崑
- 撮影：長谷川清
- 美術：阿久根巌
- 録音：大橋鉄矢
- 照明：岡本健一
- 撮影助手：柿沼勝
  - 撮影助手[注釈 3]：近藤明、江口憲一、伊藤野鳴
- スチール：橋山直己
- 合成：三瓶一信
- 音楽：大野雄二
- サントラ盤：ビクターレコード
  - テーマ曲：「愛のバラード」[注釈 3]
  - 挿入曲：小杉太一郎「双輪」[注釈 3]
- 製作補：藤田光男
- 監督助手：加藤哲郎、白山一城
  - 監督助手[注釈 3]：浅田英一、岩下輝幸
- 琴指導：山田節子
- 記録：土屋テル子
- 製作担当：中村賢一
- 編集：長田千鶴子
- 効果：東洋音響
- 録音（スタジオ）：アオイスタジオ
- 現像：東洋現像所
- 衣装協力：浅草仲満

以下はノンクレジット
- ネガ編集：南とめ
- 造形：安丸信行 
- 選曲：鈴木清司 

## 製作

### 企画
映画製作に強い意欲を持っていた製作者の角川春樹は、米国映画『ある愛の詩』を、原作出版元の角川書店とCIC、CBSソニーの3社によるメディアミックスでヒットさせて収益化システムを確立すると、横溝正史原作の『八つ墓村』を映画化するべく製作を開始するが、配給を想定していた松竹が自社製作を選び、角川は出資を断られてしまう。
憤慨した角川は松竹と袂を分かち、新たな配給先に東宝を選ぶと、同じ横溝正史原作の『犬神家の一族』を映画化するべく奔走する。角川によれば、『犬神家の一族』を選んだ理由は、当時、洋画『オリエント急行殺人事件』の公開や海外ドラマ『刑事コロンボ』などの放映で探偵推理モノが注目され、さらに山崎豊子原作の『華麗なる一族』がベストセラーになって、縦社会を生きる日本人に受ける、普遍的なテーマだと思ったからだという。
製作費は、角川が1億5000万円、東宝が7000万円を出資した。

### 監督起用・脚本
脚本は当初、長田紀生が単独で執筆したが、オカルト的な展開に角川春樹が不満を抱き、東宝の子会社である芸苑社で映画を撮っていた市川崑に監督の打診を行い、快諾した市川の元、脚本の書き直しが行われることとなった。
角川は市川崑を監督に決めた理由として、「久里子亭」の共同ペンネームで脚本を書くほどミステリーが好きで、また「色彩の魔術師」と呼ばれて評価も高く、1970年代頃から見直されつつあった日本の習俗を美しく撮ろうとしていることを挙げている。
脚本の書き直しにあたり、市川は原作者の横溝正史に承諾を求めた。横溝は「あんたなら安心やから、任しときます」と一任した。市川は日高真也と共に、長田の脚本を原作を再構成する形で書き直し、主人公である金田一耕助も、横溝の了解を得た上で、デザインは原作順守としつつ、設定を「アメリカ帰りの名探偵」から「神の使いのような無名の風来坊」に変更した。ラストで金田一が見送りを拒否して旅立つ場面は、「神様である彼の正体がバレないほうがいい」と考えた市川監督による演出である。

### キャスティング
市川は、自身が手掛ける映画の金田一耕助には、現代性な透明感があり、しかも二枚目でなく二枚目半な役者が良いと考え、TBSのタレント人気調査で3年連続トップになるなど、お茶の間では圧倒的人気を誇りながら、映画では目ぼしい実績を掴み損ねていた石坂浩二を抜擢した。製作者の角川春樹や市川喜一は「二枚目過ぎる」と反対したが市川は押し通し、犯人である犬神松子も妖艶なキャラクターにしたいと考え、候補に挙がっていた森光子でなく、歌手・司会者としても活動する高峰三枝子を起用した。高峰は「こんな人を殺す恐ろしい役はやったことがない」と初めは断ったが、市川に説得されて出演することになった。
原作者・横溝正史が民宿・那須ホテルの主人役としてカメオ出演している。

### 音楽
音楽には、それまで劇映画を全く手掛けてこなかったジャズピアニストの大野雄二が抜擢された。角川は、サスペンスドラマ枠『火曜日の女シリーズ→土曜日の女シリーズ』（日本テレビ系、1969年 - 1974年）や『ニュースセンター9時』（NHK総合、1974年 - 1988年）のテーマ曲など、大野が作曲した楽曲にテレビを通じて日常的に親しんでおり、おどろおどろしい本作の世界に清明な「水」のような音楽を流したいと考え、クールなジャズを使用したいと、大野の起用を閃いたという。角川は、当時の日本映画の相場だった音楽費100万円に対して、1000万円以上を投じて楽曲を制作させた。
劇中では作曲家小杉太一郎の唯一の邦楽作品、箏曲「双輪」が効果的に映画音楽として使われている。この曲は箏曲家山田節子の委嘱により作曲されたものである。市川はその後も「双輪」を大変気に入り、『古都』（1980年）や『竹取物語』（1987年）など、以後も箏曲が必要な時にはたびたび使用している。
角川春樹は、1967年の米国映画『卒業』のサントラ盤が、劇場公開後も売れ行きが良いことに着目し、出版社の社長として、音楽が売れると原作本も売れ続けると考え、メディアミックスの一環として映画のサントラ盤LP『「犬神家の一族」オリジナルサウンドトラック』を映画公開と同時に発売した。映画と同時にサントラ盤が発売されたのは、日本では本作が初である。主題曲「愛のバラード」はシングルカットされたほか、のちに金子由香利の歌（作詞：山口洋子）によるバージョンも発売された。
サントラはヒットしたが、角川は、テーマ曲が歌であったならもっと売れたと考え、次に製作する『人間の証明』には、テーマ曲をジョー山中に歌わせている。

### 撮影
本作は東宝ワイドフレーム（通称「東宝ビスタ」、画面アスペクト比1.5:1）による劇場公開を前提としつつ、35mmスタンダード・サイズ（1.33:1）で撮影された。
主に長野県でロケーション撮影が行われた。犬神家の屋内場面は東京の東宝撮影所の大ステージにセットを組んで撮影された。

#### ロケ地
- 犬神家の外観は長野県内の造り酒屋を借りて撮影された[14]。
- 那須の街並みは長野県上田市で撮影された。
- 湖の風景は長野県の青木湖、木崎湖で撮影された。
- 金田一耕助が投宿する「那須ホテル」の場面は長野県佐久市にある井出野屋旅館で撮影された[15][16]。
  - 井出野屋旅館では撮影に使われた部屋をそのままにし宿泊も可能であったが、2023年には営業を終了し売却される予定である[16][17]。
- 「信州那須神社」の場面は、長野県大町市にある国宝・仁科神明宮で撮影された。
- 「那須警察署」の場面は、長野県上田市にある登録有形文化財（建造物）・上田蚕種協同組合で撮影された。
- 金田一耕助が汽車に乗る場面は長野市の篠ノ井駅で撮影された。

#### トリビア
- 犬神佐清のマスクなどの造形は、東宝特殊美術の安丸信行が担当した[18]。佐清のマスクの着色は、白と肌色を調合したもので、監督の市川崑の気に入った配色が出なかったため、何度も作り直させられて苦しかったと安丸は述懐している。
- 湖から足を突き出した死体の場面で用いられた足は、美術助手であった好村直行の足を型取りして造形されたものである。好村は2006年の再映画化作品の美術を担当した櫻木晶に、本作の足が好村のものであることを驚かれて誇らしい気分になったと述べている[19]。この足はポスターなどにも使用された。
- 犬神松子役の高峰三枝子は、戦前には「歌う映画女優」と評されたが、本作製作当時は主に歌手活動に専念しており、撮影中、歌手特有の動作や歩き方が修正できず、役者としての調子が出なかった。そんな中、松子が青沼静馬を惨殺する場面を撮影中、胸にかかる予定の血糊が、担当者のミスで高峰の顔にかかるアクシデントが発生する。しかし高峰は芝居を続け、無事にカットを終えることができた。その翌日から高峰の芝居が格段に向上したため、監督の市川崑は、それ以前に止むを得ずOKとしていた撮影場面のリテークを行うことになった[20]。
- 松子が箪笥の中で拝んでいる絵は、江戸時代の国学者の岡熊臣『塵埃』にある犬神の画である。犬神に憑かれると喜怒哀楽が激しく嫉妬深く情緒不安定になると言われる。犬神持ちの家は富み栄えるとされている。
- 映画で犬神家は製薬業の裏でケシから麻薬を精製して財をなしたが、兄妹で出演した川口晶と川口恒は、1978年に大麻・コカイン・LSDで逮捕され、「川口一家の麻薬汚染事件」と騒がれた。1993年に角川春樹はコカイン密輸事件で逮捕され、懲役４年の判決を受けた。
- 巨大な明朝体のクレジットタイトルは、タイトル制作を依頼されたデン・フィルム・エフェクトが、明朝体の写植発注に対して刷り付ける活字見本の大きさを間違えたのを、市川監督が気に入ってそのまま使用したものである[21]。
- 冒頭の佐兵衛の生涯を写真で振り返るシーンにおいて、「大正八年」の写真の中で佐兵衛（三國連太郎）の隣でグラスを高く上げている人物は、内トラ（身内エキストラ）として出演した監督の市川崑である。また、犬神佐清になりすました青沼静馬の仮面を製作する「東京の仮面師」は照明担当の岡本健一が演じている。
  - 当初市川は仮面師役で出演する予定だったが、岡本の方がふさわしいとスタッフ内でダメだしを受け、写真のみの出演となった[22]。
- 加藤武が演じる橘警察署長の決め台詞は、監督の市川崑が撮影現場で咄嗟に思いついたものである[23]。
- 逆さ死体[どれ?]を演じているのは、ロケ地の青木湖湖畔の旅館の主人である[24]。この人物は寺田稔（猿蔵役）のスタントも務めた。
- 旅立つ金田一が蒸気機関車に飛び乗るラストカットでは、プラットホームだけがフレームに収まり、汽笛の音はするが機関車が映っていない。これは撮影場所である篠ノ井駅に蒸気機関車がなかったためである[22]。

### 宣伝・興行
角川は上記の制作費に加え、総額3億円の宣伝費をかけた。これは映画の宣伝と同時に、出版社として自社の文庫本（角川文庫）で展開していた『横溝正史フェア』を告知するための戦略的出費であり、1000万冊以上の文庫本に、映画の広告を印刷した、割引券としても使用可能な栞が挟み込まれた。結果として、横溝正史の角川文庫本は、累計販売数1800万部の売り上げを叩き出している。
テレビのスポットCMを日本映画の宣伝に使ったのは本作が初であり、「金田一さん、事件ですよ」というキャッチコピーで流されるCMに、50万円の製作費と500万円の放映料が使われた。邦画各社が「映画館から客を奪うライバル」とテレビ局を敵視していた当時としては、画期的な取り組みであったという。
本作も含め、角川映画の海外セールスは（日本での配給会社に関係なく）ほぼすべて東映国際部が担当している。成果については不明。

### 製作費をめぐる騒動
本作の公開中、使途不明金や伝票操作による着服金が110万円あるとして、角川春樹は、プロデューサーの市川喜一を横領罪で告訴した。これに対して市川は、朝日新聞を通じて「忙しい映画制作の現場では、領収書をもらえない時もある。裏金を渡すケースも出てくる」と反論記事を展開し、逆に角川を、誣告罪及び債務不履行で告訴する事態となった。「金を出す側の気持ちも考えてみろ」と憤慨した角川だったが、東宝側と話し合った結果、最終的にお互いの告訴を取り下げることになった。しかし今後の映画界のためとして、角川は今回の一件を表沙汰にした上で、以後の映画製作で発生した経費を、全て自分でチェックするようになったという。

## 評価と影響

### 興行成績
本作は1976年度の邦画で2位となる15億6000万円の配給収入を記録する大ヒットとなった。
批評家やファンからも高い評価と支持を受けたが、一方、朝日新聞が1976年10月22日夕刊での本作の映画評として「角川書店の若社長が初めてプロデュースした作品だ」と書き出し、同年11月27日には、角川と同世代の映画プロデューサーの意見を匿名で「春樹氏の合理主義は、結局はもうけのためだ」と紹介するなど、当時のマスコミには「本屋の2代目の坊々が道楽で映画を作った」「文庫の宣伝のために映画を作るな」という揶揄や反感をあらわにする空気も存在した。
角川春樹は、監督の市川崑と主演の石坂浩二に対して、興行で利益が出た場合は、それを更に配分する契約を交わし、市川にはギャラ500万円に加えて700万円、石坂にもギャラに利益分を加えて、それぞれ支払っている。

### 受賞
- 第1回報知映画賞 作品賞、録音部門（大橋鉄也）
- 第50回キネマ旬報ベスト・テン
  - 日本映画ベスト・テン第5位
  - 読者選出日本映画第1位
  - 読者選出日本映画監督賞
- 第31回毎日映画コンクール
  - 日本映画ファン賞
  - 撮影賞（長谷川清）
  - 音楽賞（大野雄二）
  - 録音賞（大橋鉄矢）
- 第19回ブルーリボン賞
  - 助演女優賞（高峰三枝子）
  - 特別賞（角川春樹とスタッフ）
  - ベストテン入選
- 文化庁優秀映画選出
- 年間代表シナリオ選出
- 映画の日特別功労賞（角川春樹）
- 昭和51年度芸術祭参加作品

### 映画界への影響
キネマ旬報によれば、本作のヒットにより製作と宣伝にコストをかけた邦画の一本立て大作路線が本格的にスタートした。また、フジテレビや徳間書店といった他業種の映画参入を促し、映画興行も邦画が洋画を上回ったため、洋画の宣伝も高額な費用を投じた手法が展開されるようになっていく。

### パロディ
「波立つ水面から突き出た足」のシーンや、不気味な白マスク姿の登場人物・佐清などの印象的な場面が多く、後に何度もパロディされている。
- 宮部みゆきは本作を観て以来、水辺や湖沼に行けば「佐清の足が出てきそうだ」と必ず口にするといい、これに対して編集担当者から「全国の湖沼に佐清の足のオブジェを置いて、毎日定時に上下させてはどうか」との冗談を返された旨を著書で述べている[34]。

## 映像ソフト
- 2021年にデジタル修復された4K Ultra HD Blu-rayが発売された[35]。これまで本作は初公開時のプリントからVHSやDVDに至るまで様々なグレーディングや画郭のバージョンが存在していたが、4K修復版では初号試写当時のタイミングシートの資料などを参考にして市川が意図した色味の再現が心がけられ、画面アスペクト比についても編集の長田千鶴子など当時のスタッフの証言を基に東宝ワイドの1.5:1画面で編集された[36][37]。

| 発売日         | レーベル               | 規格                              | 規格品番   | タイトル                                                | サイズ                 | 備考 |
| -------------- | ---------------------- | --------------------------------- | ---------- | ------------------------------------------------------- | ---------------------- | --- |
| 1983年         | ポニー                 | VHS                               | VAF-1109   | 犬神家の一族                                            | スタンダード（1.33:1） | |
| 1983年         | ポニー                 | ベータ                            | VFF-1109   | 犬神家の一族                                            | スタンダード（1.33:1） | |
| 1983年         | ポニー                 | VHS                               | V200F71378 | 犬神家の一族                                            | スタンダード（1.33:1） | レンタルオンリーで、映画「金田一耕助の冒険」との2本立て                                                 |
| 1983年         | パック・イン・ビデオ   | VHD                               | VHPP-44013 | 犬神家の一族                                            | スタンダード（1.33:1） | |
| 1984年3月21日  | パイオニア             | LD                                | FH090-34KD | 犬神家の一族                                            | スタンダード（1.33:1） | |
| 1989年12月27日 | 東宝ビデオ             | VHS                               | TG-4011    | 犬神家の一族                                            | スタンダード（1.33:1） | |
| 1991年10月25日 | パイオニアLDC          | LD                                | PILD-1061  | 犬神家の一族                                            | 劇場公開版（1.5:1）    | ネガテレシネによる高画質デジタル(D2)ニューマスター仕様により再発                                        |
| 2000年8月25日  | 角川映画               | DVD                               | KABD-78    | 犬神家の一族                                            | スタンダード（1.33:1） | |
| 2003年3月21日  | 角川映画               | DVD                               | KABD-550   | 角川映画クラシックスBOX〈70年代ミステリー編〉           | スタンダード（1.33:1） | 「人間の証明」「金田一耕助の冒険」との3枚セット                                                         |
| 2006年12月8日  | 角川エンタテインメント | DVD                               | DABA-0312  | 犬神家の一族 コレクターズ・エディション（初回限定生産） | 劇場公開版（1.5:1）    | HDテレシネによるニューマスターをさらにレストアした究極のデジタルリマスター版で、特典ディスク付きの2枚組 |
| 2007年7月6日   | 角川エンタテインメント | DVD                               | DABA-90361 | 犬神家の一族                                            | スタンダード（1.33:1） | 廉価版                                                                                                  |
| 2007年7月6日   | 角川エンタテインメント | DVD                               | DABA-0358  | 犬神家の一族 完全版 1976&2006（初回限定版）             | スタンダード（1.33:1） | 1976年版と2006年版のセット                                                                              |
| 2011年1月28日  | 角川映画               | DVD                               | DABA-0765  | 犬神家の一族                                            | スタンダード（1.33:1） | デジタル・リマスター版                                                                                  |
| 2012年9月28日  | 角川書店               | Blu-ray                           | DAXA-4250  | 犬神家の一族                                            | ハイビジョン（1.78:1） | 角川ブルーレイ・コレクション、デジタル・リマスター版                                                    |
| 2016年1月29日  | KADOKAWA / 角川書店    | DVD                               | DABA-91102 | 犬神家の一族                                            | スタンダード（1.33:1） | 角川映画 THE BEST                                                                                       |
| 2019年2月8日   | KADOKAWA / 角川書店    | Blu-ray                           | DAXA-91502 | 犬神家の一族                                            | スタンダード（1.33:1） | 角川映画 THE BEST、廉価版                                                                               |
| 2021年12月24日 | KADOKAWA / 角川書店    | 4K Ultra HD +Blu-ray +特典Blu-ray | DAXA-5817  | 犬神家の一族                                            | 劇場公開版（1.5:1）    | 4Kデジタル修復 Ultra HD Blu-ray【HDR版】 『犬神家の一族』完全資料集成付き                               |

## テレビ放送
- 1978年（昭和53年）1月16日にTBS系列「月曜ロードショー」にてテレビ初放送、視聴率40.2%(関東地区、ビデオリサーチ調べ）。これは2021年現在、歴代邦画視聴率の第4位となっている[38]。

## 関連書籍
- 18人の金田一耕助（1998年3月1日、光栄、山田誠二著）
- 金田一です。（2006年12月1日、角川メディアハウス、石坂浩二著）
- KADOKAWA世界名作シネマ全集 23 「犬神家の一族」「人間の証明」（2007年6月1発行、角川書店）-　DVD付大型本
- シネアスト 市川崑（2008年6月4発行、キネ旬ムック シネアスト）
- 市川崑のタイポグラフィ : 「犬神家の一族」の明朝体研究（2010年7月12日発行、水曜社、小谷充著）
- 映画秘宝EX 金田一耕助映像読本（2013年12月16日発行、洋泉社MOOK 映画秘宝 EX）
- 角川映画 1976‐1986 日本を変えた10年（2014年2月21日発行、KADOKAWA/角川マガジンズ、中川右介著）
- すべては、角川映画からはじまった。（2014年10月27日、KADOKAWA、中川右介著）
- 完本 市川崑の映画たち（2015年11月12発行、洋泉社、市川崑・森遊机共著）
- 市川崑と『犬神家の一族』（2015年11月13日発行、新潮社、春日太一著）
- 角川映画 1976-1986（増補版）（2016年2月25日発行、角川文庫、中川右介著）
- 昭和40年男 2016年8月号（2016年7月11日、クレタパブリッシング）
- 最後の角川春樹 （2021年11月25日発行、毎日新聞出版、伊藤彰彦著）